# Codice deontologico degli infermieri
Il Codice deontologico dell'infermiere in Italia, è un codice deontologico che detta le regole di condotta e di indirizzo etico dell'infermiere, costituendone il fondamento e la natura, nella sua attività professionale.
Il primo codice deontologico è stato approvato nel 1960. Successivamente si ebbe la seconda stesura, nel 1977. Nel 1996 venne emanato un documento a valenza etico - deontologica denominato Patto Infermiere - Cittadino, che divenne parte integrante della terza versione di Codice, quella del 1999. A distanza di dieci anni, le mutate esigenze ed il cambiamento di scenario permettono il nascere della quarta versione, per l’appunto, 2009.
Al tempo, è in vigore la quinta stesura. Il codice deontologico è stato aggiornato il 14 Aprile 2019, dall'ultima revisione del 10 Gennaio 2009, con l'approvazione da parte del Consiglio Nazionale FNOPI.

## Caratteristiche
Il Codice deontologico è garanzia di univocità di comportamento da parte degli appartenenti ad una professione e costituisce un punto di riferimento per il singolo utente e per la collettività.

Nello specifico il Codice deontologico dell'infermiere identifica il professionista sanitario che, in possesso della laurea in infermieristica ed iscritto all'Albo presso il proprio Ordine, è definito come responsabile unico dell'assistenza infermieristica.
Definisce inoltre l'assistenza infermieristica come servizio alla persona, alla famiglia e alla collettività e che si realizza, attraverso interventi specifici, autonomi e complementari di natura intellettuale, tecnico-scientifica, gestionale, relazionale ed educativa.